# ويليام راند
ويليام راند (بالإنجليزية: William Rand)‏ هو منافس ألعاب قوى أمريكي، ولد في 7 أبريل 1886، وتوفي في 5 أكتوبر 1981.

## وصلات خارجية
- ويليام راند على موقع أوليمبيديا (الإنجليزية)